# Élections américaines de la Chambre des représentants de 1788-89
Les élections américaines de la Chambre des représentants de 1788-1789 sont les premières élections du type, consécutives à l'adoption de la Constitution des États-Unis en 1787. Chaque État détermine la date de ses élections, qui se déroulent du 24 novembre 1788 au 5 mars 1789, soit jusqu'à un jour après le premier congrès des États-Unis le 4 mars 1789. Elles coïncident avec l'élection de George Washington à la présidence du pays.

## Contexte
Le nouveau gouvernement devant être opérationnel avant la fin du premier recensement national, la Constitution des États-Unis prévoyait une répartition temporaire des sièges. Parmi les 13 premiers États américains, 11 d'entre eux ont ratifié la Constitution et élu 59 représentants au total. La Caroline du Nord et Rhode Island n'ont ratifié la Constitution qu'après le début du Premier congrès et n'ont donc élu leurs représentants qu'en 1790.
Les partis politiques tels que nous les connaissons actuellement n'étaient pas encore développés à l'époque, mais les candidats à la chambre des représentants se caractérisaient comme étant « pro-Administration » (on parle aussi de « fédéralistes », qui étaient favorables à George Washington et à Alexander Hamilton) ou « anti-Administration ».
La première session de la première Chambre des représentants prend place au Federal Hall de New York le 4 mars 1789, avec la présence de seulement 13 représentants. La majorité requise (30 représentants sur le total de 59) n'est pleinement réunie qu'à partir du 1er avril 1789. Le premier ordre du jour était l'élection du président de la Chambre des représentants. Au premier tour, Frederick Muhlenberg obtient le poste grâce à une majorité de votes. Le reste de la session était davantage lié à la procédure législative qu'à la politique nationale.

## Résultats

### Résultats nationaux
| État               | Circonscription  | Date                | Nombre de sièges à pourvoir | Sièges de l'Anti- Administration Party | Sièges des fédéralistes |
| ------------------ | ---------------- | ------------------- | --------------------------- | -------------------------------------- | ----------------------- |
| Caroline du Sud    | Districts        | 24-25 novembre 1788 | 5                           | 3                                      | 2                       |
| Pennsylvanie       | État             | 26 novembre 1788    | 8                           | 2                                      | 6                       |
| New Hampshire      | État             | 15 décembre 1788    | 3                           | 1                                      | 2                       |
| Massachusetts      | Districts        | 18 décembre 1788    | 8                           | 2                                      | 6                       |
| Connecticut        | État             | 22 décembre 1788    | 5                           | 0                                      | 5                       |
| Delaware           | État             | 7 janvier 1789      | 1                           | 0                                      | 1                       |
| Maryland           | État / Districts | 7-11 janvier 1789   | 6                           | 4                                      | 2                       |
| Virginie           | Districts        | 2 février 1789      | 10                          | 7                                      | 3                       |
| Géorgie            | État / Districts | 9 février 1789      | 3                           | 3                                      | 0                       |
| New Jersey         | État             | 11 février 1789     | 4                           | 0                                      | 4                       |
| New York           | Districts        | 3-5 mars 1789       | 6                           | 3                                      | 3                       |
| Sous-total         | Sous-total       | Sous-total          | 59                          | 25                                     | 34                      |
| Élections tardives |                  |                     |                             |                                        |                         |
| Caroline du Nord   | Districts        | Février 1790        | 5                           | 3                                      | 2                       |
| Rhode Island       | État             | Août 1790           | 1                           | 0                                      | 1                       |
| Total              | Total            | Total               | 65                          | 28 (43.1%)                             | 37 (56.9%)              |
| Source             |                  |                     |                             |                                        |                         |